# Arpeggio

Notation und Ausführung

Arpeggio (Mehrzahl: Arpeggios oder Arpeggien; spanisch arpegio) ist der musikalische Fachbegriff für einen Akkord, bei dem die einzelnen Töne nicht gleichzeitig einsetzen, sondern in kurzen Abständen nacheinander. Man spricht dann von einem arpeggierten oder gebrochenen Akkord.

## Definition, Klang, Notation und Verwendung
Das Wort leitet sich von arpa, italienisch für Harfe, ab und bedeutet, der Akkord soll wie auf einer Harfe, ein Ton nach dem anderen, gespielt werden.

### Notation
Wenn das Arpeggio nicht ausgeschrieben, d. h. in exakten Notenwerten notiert ist, wird es durch eine senkrechte Schlangenlinie kurz vor dem zu arpeggierenden Akkord gekennzeichnet. 

In exakten Notenwerten bzw. als vertikaler Akkord niedergeschriebene Arpeggios werden meist von unten nach oben gespielt. Von oben nach unten dagegen ist bei diesen eng-geschichteten Akkorden eher seltener anzutreffen. Aus letzterem Grund sind von oben nach unten zu spielende Arpeggios deswegen auch normalerweise ebenfalls mit einem Pfeil zur Anzeige der Richtung des Arpeggios (vom höchsten zum tiefsten Ton bzw. umgekehrt) ausgestattet. Teilweise aber gibt es auch Pfeile bei der Standardrichtung, um sicherzugehen, dass der Akkord auch richtig interpretiert wird.

In einem zweigeteilten, mit einer Akkolade zusammengefassten Notensystem, ist das durch eine geschlängelte Linie notierte Arpeggio entweder über beide Systeme reichend (siehe Beispiel oben rechts), oder jedes System erhält eine eigene Linie. Bei der ersten Variante wird sich normalerweise vom niedrigsten bis zum höchsten Ton „hochgearbeitet“ (also etwa vom Bass- zum Violinschlüssel), bei der zweiten erklingt das Arpeggio simultan, daher zweistimmig.

### Verwendung
Arpeggios sind eine einfache und sehr wirkungsvolle Art für progressive Diminution (Akkordvariationen mit zunehmend kleineren Notenwerten) und können so sehr gut zur Belebung eines Musikstückes dienen. Es gibt daher viele Stücke, die sich hauptsächlich aus Arpeggios zusammensetzen, zum Beispiel das C-Dur-Präludium aus dem WTK Band 1 von Bach, das Ges-Dur Impromptu von Schubert, auch viele „Showetüden“ des 19. Jahrhunderts, wie die C-Dur Etüde von Chopin.
Im weiteren Sinne bedeutet „arpeggiert“ oder „arpeggiando“ eine Form der Begleitung im Tonsatz: Die Begleitung wird nicht nur von eigenständigen kontrapunktischen Stimmen geleistet und besteht auch nicht aus homophonen Begleitakkorden, sondern aus in Achtel- oder Sechzehntelfolgen, oft auch punktiert, aufgespaltenen Akkorden. Erreicht wird dadurch eine größere Ereignisdichte in der Begleitung und damit ein dichter wirkender Tonsatz. Diese Form der Begleitung war besonders in der Vorklassik beliebt.

## Geschichte
Das Arpeggio gehörte ursprünglich, wie zum Beispiel der Triller, zu den musikalischen Verzierungen, die nicht vom Komponisten festgeschrieben, sondern dem Geschmack und Können des Musikers überlassen waren. Um 1500 sind erste Andeutungen von Verzierungen durch Zeichen belegt.
Renaissance
Das Arpeggio diente, neben der Verzierung, insbesondere der Klangverlängerung auf Akkordinstrumenten mit kurzer Klangdauer (Tasteninstrumente, wie Virginale, Cembali etc., sowie Laute, Gitarre, Harfe und später Theorbe). Auch auf Streichinstrumenten, wie der in der alten Musik bedeutenden Gambe, war es verbreitet.
Barock
Im Barock gewann das Arpeggio insbesondere in der Generalbasspraxis Bedeutung. Diese Möglichkeit der durch den Spieler hinzugefügten Verzierung findet durch die gesamte Epoche in diversen Lehrwerken Erwähnung.

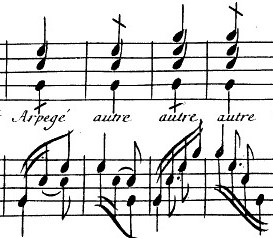
Ausschnitt aus Marques des Agrements erleur signification in Jean-Henri d'Angleberts Pièces de clavecin (1689).

Auch in Werken für obligate Akkordinstrumente sind ausnotierte, ab dem 18. Jahrhundert auch in Abbreviaturen festgehaltene, oder durch den Spieler hinzugefügte Arpeggios zu finden. Als Abbreviatur findet sich in verschiedenen Verzierungstabellen ein Strich am Notenhals. Er kann auch die Richtung des Arpeggio angeben. Robert de Visée nannte den gebrochenen Akkord separer.
Des Weiteren sind auf anderen Instrumenten auch Arpeggios zu finden. Beispielhaft insbesondere für Streichinstrumente sind hier die Sonaten und Partiten für Violine solo von Johann Sebastian Bach.
Spätere Entwicklungen
Durch die Entwicklung in Richtung genauerer Notation im 18. und 19. Jahrhundert verlor das durch den Spieler hinzugefügte Arpeggio langsam an Bedeutung. Ähnliche, vor allem notierte Formen, wie beispielsweise den Alberti-Bass oder auch ausnotierte Arpeggios, gab es jedoch fortwährend. So sind die Kleine Studie, Nr. 14 aus Schumanns Album für die Jugend oder In der Weiterentwicklung der Notation kam in der Mitte des 19. Jahrhunderts die unter Notation zu findende Schreibweise auf, verbreitete sich jedoch erst am folgenden Jahrhundertübergang in der praktischen Notation.
Moderne

In jüngerer Zeit kombinierten E-Gitarristen zum Erzielen höherer Spielgeschwindigkeiten häufig das Arpeggio mit der Anschlagstechnik Economy Picking (Sweeping). In der elektronischen Musik, etwa bei Synthesizern, wird ein Arpeggiator eingesetzt, um ein Arpeggio aufzuzeichnen, das dann mit einem Anschlag oder Signal abgespielt werden kann.
In der frühen Videospielmusik und dem daraus entstandenen Chiptune werden schnelle Arpeggios oftmals aufgrund der limitierten Anzahl an Soundkanälen eingesetzt und sind dadurch für viele Menschen zum akustischen Sinnbild dieser Genres geworden.